# Stazione di Sesto San Giovanni
Stazione di Sesto San Giovanni vasútállomás Olaszországban, Lombardia régióban, Sesto San Giovanni településen.

## Vasútvonalak
Az állomást az alábbi vasútvonalak érintik:
- Chiasso–Milánó-vasútvonal
- Lecco–Milánó-vasútvonal

## Kapcsolódó állomások
A vasútállomáshoz az alábbi állomások vannak a legközelebb:
- Stazione di Monza
- Sesto San Giovanni old railway station